# Орбан, Гифт
Гифт Эммануэль Орбан (англ. Gift Emmanuel Orban; род. 17 июля 2002, Бенуэ) — нигерийский футболист, нападающий немецкого клуба «Хоффенхайм».

## Клубная карьера
Орбан — воспитанник клуба «Бисон». В 2022 году Гифт на правах аренды перешёл в норвежский «Стабек». 26 мая в матче против «Брюне» он дебютировал в Первом дивизионе Норвегии. 7 июля в поединке против «Стъёрдалс-Блинка» Гифт сделал «дубль», забив свои первые голы за «Стабек». Уже в августе клуб выкупил трансфер Орбана. По итогам сезона он забил 16 мячей и стал лучшим бомбардиром чемпионата.
В начале 2023 года Обран перешёл в бельгийский «Гент». Сумма трансфера составила 3,5 млн. евро. 11 февраля в матче против «Вестерло» он дебютировал в Жюпиле лиге. В этом же поединке Гифт сделал «дубль», забив свои первые голы за «Гент». 12 марта в матче против «Зюлте-Варегем» Орбан сделал «покер». 15 марта в поединке Лиги конференций УЕФА против турецкого «Истанбул Башакшехир» он сделал хет-трик за 3 минуты и 25 секунд. Это самый быстрый хет-трик в истории клубных соревнований УЕФА.
В начале 2024 года Орбан перешёл во французский «Олимпик Лион», подписав контракт на 4,5 года. Сумма трансфера составила 12 млн евро.